# Thismia fungiformis
Thismia fungiformis är en enhjärtbladig växtart som först beskrevs av Paul Hermann Wilhelm Taubert och Johannes Eugen ius Bülow Warming, och fick sitt nu gällande namn av Paulus Johannes Maria Maas och Hillegonda Maas. Thismia fungiformis ingår i släktet Thismia och familjen Burmanniaceae. Inga underarter finns listade i Catalogue of Life.